# Mupun (dialecte)
Pour les articles homonymes, voir Mupun.
Le mupun est une langue tchadique parlée au Nigeria. C'est un dialecte du mwaghavul.